# Drechterland (gemeente)

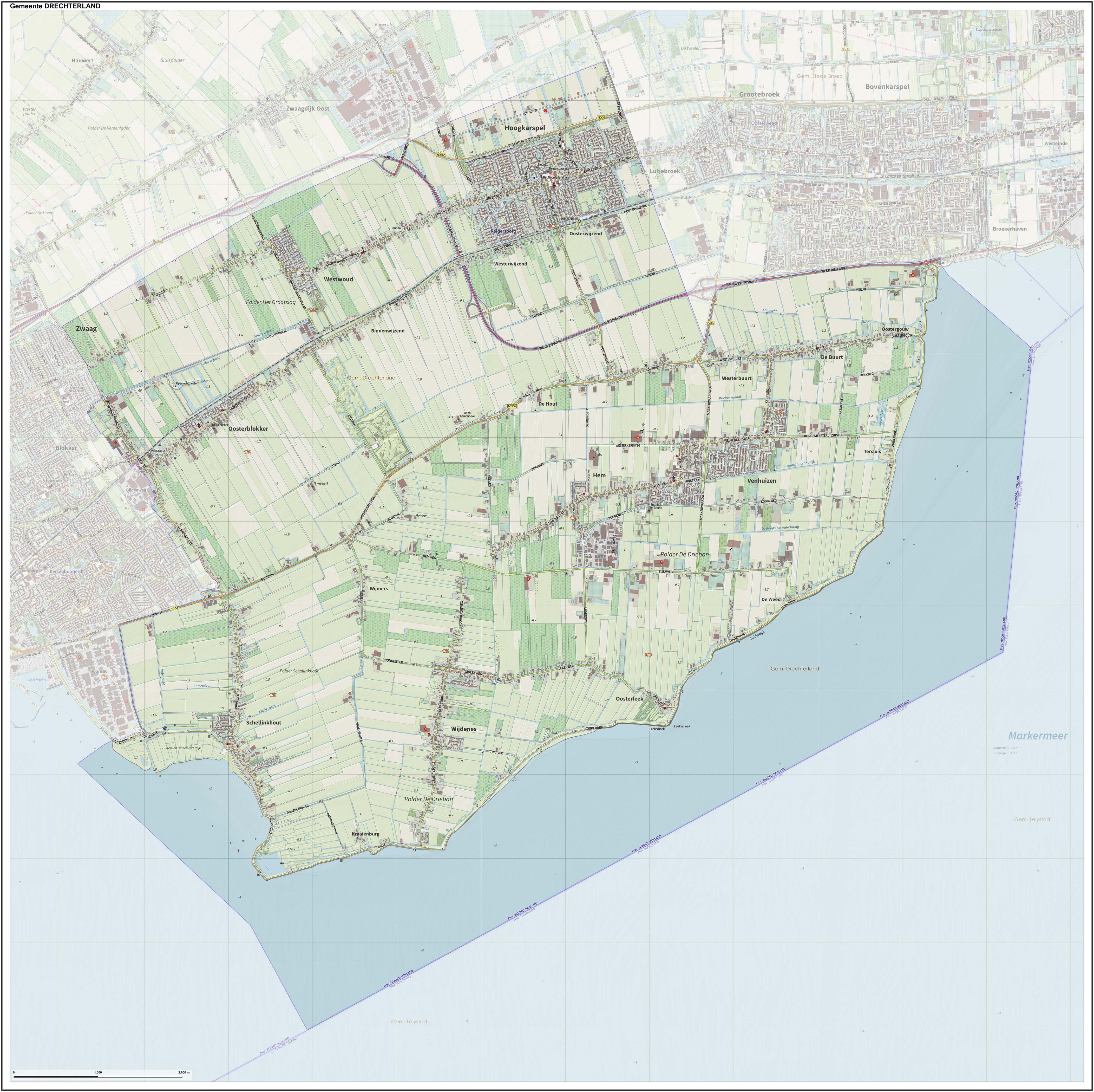
Topografische gemeentekaart van Drechterland, september 2022

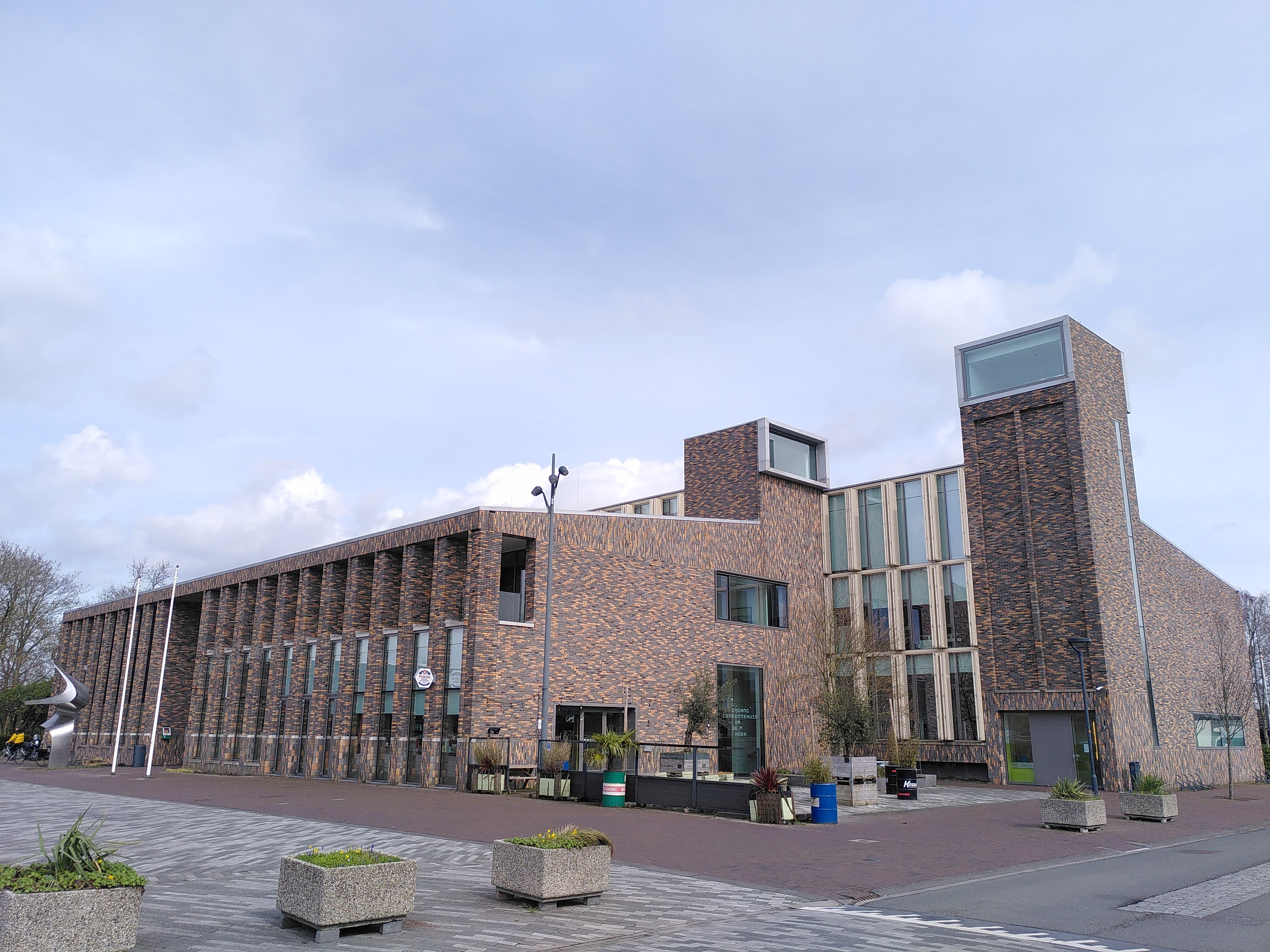
Het gemeentehuis van Drechterland in Hoogkarspel

Drechterland (uitspraakⓘ) is een gemeente in de regio West-Friesland in de Nederlandse provincie Noord-Holland. Het noordelijke deel behoort tot de landstreek De Streek. Drechterland grenst in het westen aan de gemeente Hoorn, in het noorden aan de gemeente Medemblik, in het oosten aan de gemeente Stede Broec en in het zuiden aan het Markermeer (gemeente Lelystad). De gemeente heeft een oppervlakte van 80,72 km² (waarvan 20,72 km² water) met 20.496 inwoners. De gemeente ontleent haar naam aan het voormalige ambacht Drechterland.

## Gemeentelijke herindelingen
De huidige gemeente Drechterland is op 1 januari 2006 ontstaan door een fusie van de toenmalige gemeenten Drechterland en Venhuizen. De voormalige gemeente Drechterland was op haar beurt ontstaan in 1979 met de samenvoeging van de gemeenten Westwoud, Hoogkarspel en een deel van de gemeente Blokker (namelijk Oosterblokker/De Bangert). Aanvankelijk werd de gemeente Bangert genoemd. Die naam was een vergissing; de gemeentenaam sloeg op de buurtschap De Bangert dat deels onder de gemeente Drechterland valt en deels onder de gemeente Hoorn. De naam werd in de loop van het jaar gecorrigeerd in Drechterland, officieel werd de naam aangepast met het ingaan van het nieuwe jaar, 1980. De gemeente besloeg in die periode een oppervlakte van 24,07 km², waarvan 1,20 km² wateroppervlakte was. Op 1 juni 2005 kende Drechterland 10.555 inwoners waarvan het merendeel in Hoogkarspel woonde. Omstreeks die tijd werd besloten tot het samenvoegen van de gemeente met de gemeente Venhuizen die in juni 2005 in totaal 7828 inwoners had. De daadwerkelijke fusie tussen de beide gemeentes vond plaats op 1 januari 2006. Formeel werden beide gemeenten opgeheven en werd er een nieuwe gemeente gevormd met de naam Drechterland.

## Plaatsen in de gemeente
Dorpen
- Hem
- Hoogkarspel (gemeentehuis)
- Oosterblokker
- Oosterleek
- Schellinkhout
- Venhuizen
- Westwoud
- Wijdenes

Buurtschappen:
- Binnenwijzend
- Blokdijk
- De Bangert (klein gedeelte)
- De Buurt
- De Hout
- De Weed
- Kraaienburg
- Leekerweg
- Oostergouw
- Oosterwijzend
- Oudijk
- Munnickaij
- Tersluis
- Westerbuurt
- Westerwijzend
- Wijmers
- Zittend

### Plaatsen binnen de oude gemeente
De voormalige gemeente Drechterland (periode 1979-2005) bestond uit de volgende plaatsen:
Dorpen:
- Oosterblokker
- Hoogkarspel
- Westwoud

Buurtschappen:
- De Bangert
- Binnenwijzend
- Oosterwijzend
- Oudijk
- Westerwijzend
- Zittend

## Aangrenzende gemeenten
| Aangrenzende gemeenten | Aangrenzende gemeenten | Aangrenzende gemeenten | Aangrenzende gemeenten | Aangrenzende gemeenten     |
| ---------------------- | ---------------------- | ---------------------- | ---------------------- | -------------------------- |
|                        |                        | Medemblik              |                        | Stede Broec                |
|                        |                        |                        |                        |                            |
| Hoorn                  |                        |                        |                        |                            |
|                        |                        |                        |                        |                            |
|                        |                        |                        |                        | Lelystad (Fl) (Markermeer) |

## Politiek

### Gemeenteraad
De gemeenteraad van Drechterland bestaat uit 17 zetels. Hieronder staat de samenstelling van de gemeenteraad sinds 2005:
| Gemeenteraadszetels                 | Gemeenteraadszetels | Gemeenteraadszetels | Gemeenteraadszetels | Gemeenteraadszetels | Gemeenteraadszetels |
| Partij                              | 2005                | 2010                | 2014                | 2018                | 2022                |
| ----------------------------------- | ------------------- | ------------------- | ------------------- | ------------------- | ------------------- |
| CDA                                 | 3                   | 4                   | 5                   | 6                   | 4                   |
| Senioren Partij Drechterland (SPD)  | -                   | -                   | 2                   | 2                   | 4                   |
| Progressief Drechterland (PDL)      | -                   | -                   | 3                   | 3                   | 3                   |
| VVD                                 | 3                   | 3                   | 4                   | 3                   | 3                   |
| Gemeentebelangen Drechterland (GBD) | 6                   | 6                   | 3                   | 3                   | 3*                  |
| D66-GroenLinks                      | 3                   | 2                   | -                   | -                   | -                   |
| PvdA                                | 2                   | 2                   | -                   | -                   | -                   |
| Totaal                              | 17                  | 17                  | 17                  | 17                  | 17                  |

* Na de verkiezingen van 2022 is na een afsplitsing van Gemeentebelangen Drechterland de nieuwe eenmansfractie Algemeen Belang Drechterland ontstaan. Later heeft deze fractie zich bij de VVD aangesloten.

### College van burgemeester en wethouders
In 2023 is het vorige college van burgemeester en wethouders, bestaande uit SPD, CDA en GBD, gevallen. Sinds 2024 is er een nieuw college van burgemeester en wethouders. Deze bestaat uit (2024-2026):
- Waarnemend burgemeester: Pieter Dijkman (VVD)[4]
- Wethouder: Sjon Wagenaar (PDL)
- Wethouder: Marcel ten Have (SPD)
- Wethouder: Idso Brouwer (VVD)

## Monumenten
In de gemeente zijn diverse monumenten, zie:
- Lijst van rijksmonumenten in Drechterland
- Lijst van gemeentelijke monumenten in Drechterland
- Lijst van oorlogsmonumenten in Drechterland

### Kunst in de openbare ruimte
In de gemeente Drechterland zijn diverse beelden, sculpturen en objecten geplaatst in de openbare ruimte, zie:
- Lijst van beelden in Drechterland